# Vasilis Georgiadis
Vasilis Georgiadis (griechisch Βασίλης Γεωργιάδης, * 12. August 1921 an den Dardanellen, Kleinasien; † 30. April 2000 in Athen) war ein griechischer Film- und Fernsehregisseur, Schauspieler und Produzent. Er gilt als einer der bedeutendsten griechischen Filmregisseure und als Erneuerer des griechischen Films.
Seine Filme Die roten Laternen (1963) und Blutendes Land (1965) wurden für den Oscar in der Kategorie bester fremdsprachiger Film nominiert, Koritsia ston ilio (1968) wurde ebenfalls in der Kategorie bester fremdsprachiger Film für den Golden Globe nominiert. Beim Filmfestival Thessaloniki wurden seine Filme mehrmals preisgekrönt.
In den 1970er-Jahren wandte Georgiadis sich dem Fernsehen zu, wo er bei vielen erfolgreichen Serien Regie führte. Sein Schaffen umfasst mehr als 30 Produktionen, zuletzt trat er 1993 als Regisseur in Erscheinung.

## Filmografie
- 1956: Kyriakatikoi iroes
- 1959: Diakopes stin Kolopetinitsa
- 1959: Karagiozis, o adikimenos tis zois
- 1959: Krystallo
- 1959: Periplanomenoi Ioudaioi
- 1961: I katara tis manas
- 1961: I iposchesi
- 1962: Min erotevesai to Savvato…
- 1962: Orgi
- 1963: Die roten Laternen (Ta kokkina fanaria)
- 1964: Gamos ala ellinika
- 1965: Blutendes Land (To choma vaftike kokkino)
- 1966: I 7i imera tis dimiourgias
- 1968: Koritsia ston ilio
- 1968: Randevou me mia agnosti
- 1969: Amours pour toujours
- 1969: O blofatzis
- 1970: Schlacht um Kreta (Sti machi tis Kritis)
- 1971: Elliniko kalokeri
- 1971: Ekino to kalokeri…
- 1975: O Hristos xanastavronetai (TV-Serie)
- 1975: Synomosia sti Mesogio
- 1977: Oi pantheoi (TV-Serie)
- 1978: Yungermann (TV-Serie)
- 1993: Kathe pragma ston kairo tou (TV)